# Teossena d'Egitto
Teossena d'Egitto, nota anche come Teossena la Giovane per distinguerla dalla madre, (in greco antico:  Θεόξενα?, Theóxena; IV secolo a.C. – III secolo a.C.), è stata una principessa siracusana e nobildonna di rango elevato vissuta fra il tardo IV secolo a, C. e la prima metà del III secolo a.C..

## Biografia
Teossena era una donna di origini siciliane, figlia di Agatocle e della sua terza moglie Teossena, e sorella di Arcagato.
Suo padre Agatocle, era un tiranno di Siracusa, che divenne poi il primo re di Sicilia. Teossena ebbe due fratellastri postumi: Arcagato e Agatocle; una sorellastra paterna Lanassa che fu la seconda moglie di Pirro nipotastro Arcagato. Teossena aveva lo stesso nome di sua madre.
Sua madre Teossena era una nobile greca-macedone. Era la seconda figlia, terzogenita, della nobildonna Berenice I e del suo primo marito, oscuro nobile, Filippo. Il suo nonno materno Filippo, era stato un ufficiale di Alessandro il Grande e comandante di una divisione della falange durante le guerre di Alessandro. Sua nonna Berenice I, era la pronipote del potente reggente Antipatro e distante collaterale della dinastia degli argeadi. Suo zio materno era Magas e sua zia materna Antigone d'Epiro.
Suo nonno materno Filippo morì intorno al 318 a.C. Dopo la sua morte, Berenice I si trasferì, con i suoi figli, in Egitto, dove sposò Tolomeo I il primo faraone greco e fondatore della dinastia tolemaica. Attraverso il secondo matrimonio di sua nonna con Tolomeo I, Berenice divenne una regina egiziana e regina madre della dinastia tolemaica, così sua madre era una figliastra di Tolomeo I e divenne una principessa egiziana. La nonna materna ebbe tre figli con Tolomeo I; due figlie, Arsinoe II, Filotera e il futuro faraone Tolomeo II. Arsinoe II e Filotera erano dunque le sue ziastre materne, mentre Tolomeo II il suo ziastro materno.
Come suo fratello, Teossena nacque tra il 301 a.C. e il 298 a.C. ed entrambi nacquero e vennero allevati in Sicilia. Quando Agatocle sentì avvicinarsi la morte, inviò l'anziana Teossena ed i suoi figli in Egitto. Il padre di Teossena morì nel 289 a.C. dichiarando il suo regno una democrazia alla sua morte. Teossena e suo fratello, con la loro madre, passarono la giovinezza in Egitto, probabilmente a corte con Tolomeo I e Berenice I ad Alessandria.
Poco si sa sulla vita adulta di Teossena. Sposò una persona sconosciuta il cui nome è andato perduto. Dal marito ebbe due figli; un bambino il cui nome è sconosciuto e un figlio di nome Agatocle.
Durante il regno di Tolomeo II (283 a.C.-246 a.C.) suo zio la bandì in Tebaide, probabilmente a Copto. Teossena aveva fatto delle false accuse a Tolomeo II su persone a lei note. I nomi di queste persone sono andati persi in quanto erano stati registrati su un papiro, che andò danneggiato. Può essere cronologicamente plausibile che questi eventi fossero collegati all'esilio di Arsinoe I. Arsinoe I era la prima moglie di Tolomeo II e fu esiliata intorno al 274 a.C./273 a.C.